# Bernhard Thiersch

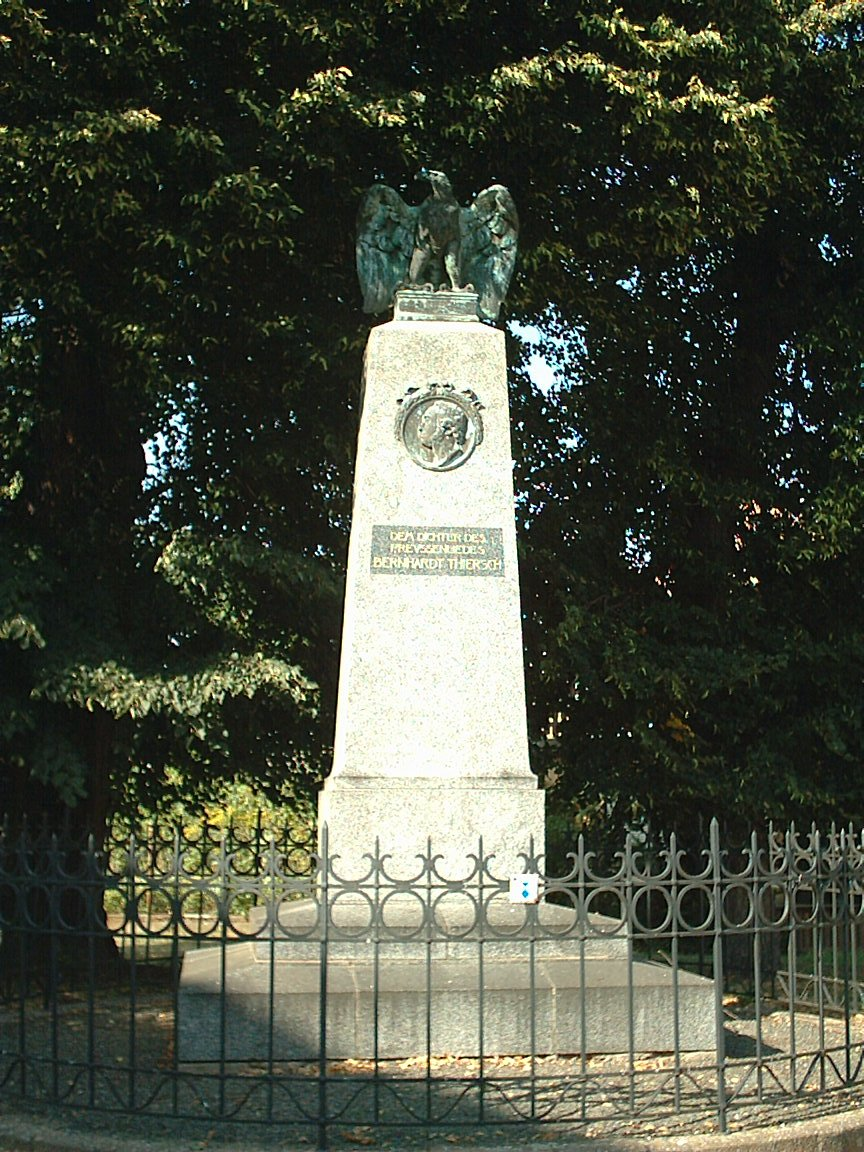
Bernhard-Thiersch-Denkmal in Kirchscheidungen

Johann Bernhard Thiersch (* 26. April 1793 in Kirchscheidungen; † 1. September 1855 in Bonn; Pseudonyme: Robert Walthers, Th. Reisch) war ein Lehrer in Preußen. 1830 dichtete er das Preußenlied.

## Leben
Bernhard Thiersch wurde am 26. April 1793 in Kirchscheidungen als jüngster Sohn eines Dorfschulzen und einer Pfarrerstochter geboren. Zu seinen Geschwistern zählt der Philologe Friedrich Thiersch. Bernhard Thiersch besuchte das Gymnasium Schulpforta und studierte anschließend an der Friedrichs-Universität Halle und der Universität Leipzig Klassische Philologie. 1812 gehörte er zu den Stiftern des Corps Saxonia Leipzig. Er wurde zum Dr. phil. promoviert und unterrichtete ab 1817 als Lehrer an der Friedrichsschule Gumbinnen. Indem er in Gumbinnen die geschiedene Catharina Wilhelmine Sophie von Wiersbitzki geb. Mandel heiratete, wurde er zum Stiefvater von Otto von Corvin. Im Jahr darauf wechselte er an das Königliche Gymnasium Lyck, 1823 dann als Oberlehrer an das Domgymnasium Halberstadt.
Im September 1833 trat er die Nachfolge Johann Wilhelm Kuithans an und wurde Direktor des Stadtgymnasiums Dortmund. Er richtete besondere Realklassen ab Quarta ein, um den Interessen des frühindustriellen Bürgertums entgegenzukommen. Die von der preußischen Kultusverwaltung gewünschten Vereinheitlichungen im Lehrplan setzte er um. Gegen das Verbot des Rats der Stadt Dortmund bezeichnete er das ehemals reichsstädtische Archigymnasium als königlich preußisch und führte ein neues Siegel mit dem preußischen Adler ein. Während der Märzrevolution 1848 engagierte er sich im Konstitutionellen Klub, dem überwiegend Mitglieder aus dem Bürgertum angehörten. Seine Vorgesetzten tolerierten diese Mitgliedschaft, verübelten ihm aber, dass die Schüler des Stadtgymnasiums sich an den revolutionären Umtrieben beteiligten. Als das Gerücht aufkam, Thiersch habe eine Affäre mit seiner vorbestraften Wäscherin Caroline Engel, sah er sich gezwungen, auf seine Pensionierung zu drängen. Am 1. Januar 1855 wurde er in den Ruhestand versetzt. Er starb noch im selben Jahr in der Nacht vom 31. August auf den 1. September in Bonn im Alter von 62 Jahren.

## Wirken
Thiersch, geboren im Kurfürstentum Sachsen, dessen Heimatkreis 1815 preußisch wurde, hielt seit den Befreiungskriegen begeistert zu Preußen. Er verfasste zahlreiche patriotische Lieder und Gedichte. Das bekannteste davon ist die Preußenhymne von 1830 („Ich bin ein Preuße, kennt ihr meine Farben?“). Über dieses Lied kam es zu einer Debatte mit Hoffmann von Fallersleben, dem Dichter des Deutschlandliedes.
Thierschs politische Überzeugung und die Empfehlung seines Bruders verhalfen ihm zur Direktorenstelle im preußischen Dortmund, wo er sich erwartungsgemäß im Sinne der Schulbehörde engagierte.
Daneben betätigte sich Thiersch als Heimatforscher. Auch dieses Engagement wurzelte in seinem Patriotismus. Er schloss sich dem thüringisch-sächsischen Verein für Erforschung des Altertums an und trat in Dortmund dem Verein für Geschichte und Altertumskunde in Westfalen bei. Er publizierte mehrere Quellen aus dem bis dahin recht unbeachteten Dortmunder Stadtarchiv, ging mit dem Material zum Teil aber auch sorglos um.

## Ehrungen

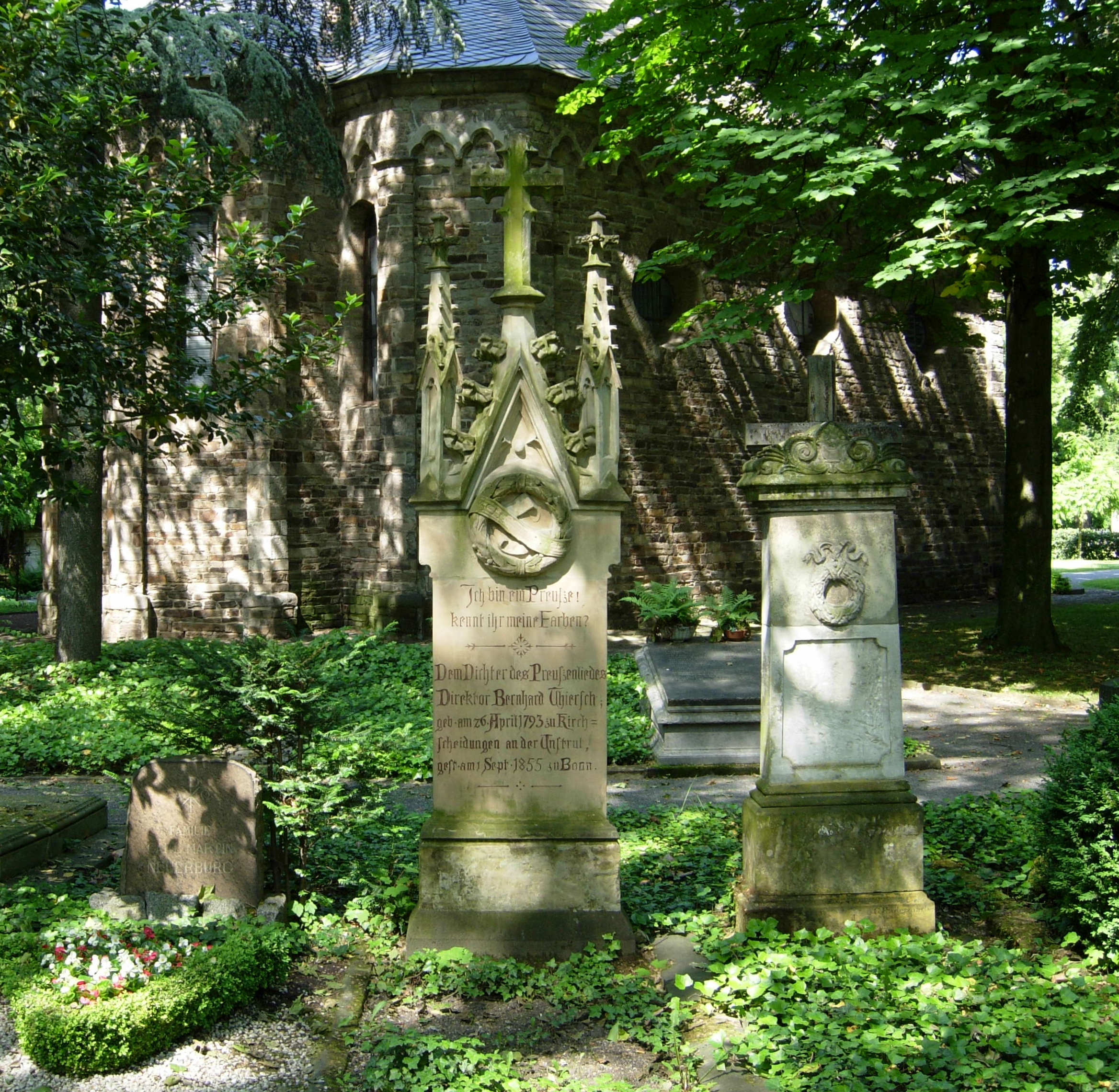
Thiersch-Grab auf dem Alten Friedhof Bonn

König Friedrich Wilhelm IV. ließ auf dem Bonner Friedhof ein Denkmal für Bernhard Thiersch aufstellen. Auch seine Heimatstadt Kirchscheidungen ehrte ihn mit einem Marmorobelisken. In Dortmund ist eine Straße nach ihm benannt. In Halberstadt wurde ebenfalls nach der Wende eine Straße nach ihm benannt.

## Werke
- Urgestalt der Odyssee. Unzer, Königsberg 1821.
- Über das Zeitalter und Vaterland des Homer. F. A. Helm, Halberstadt 1824.
- Über das Zeitalter und Vaterland des Homer, oder Beweis, dass Homer vor dem Einfall der Herakliden im Peloponnes gelebt habe. Zweite gänzlich umgearbeitete Auflage. F. A. Helm, Halberstadt 1832.
- Aristophanes Comoediae. 1 und 6. Genther, Leipzig 1830.
- Thesmophoriazusen. Halberstadt 1832.
- Lieder und Gedichte des Dr. Bernhard Thiersch, von seinen Freunden in und bei Halberstadt für sich hg. Delius, Halberstadt 1833.
- Die Organisation der Gymnasien nach Lorinsers Ansicht. Dortmund 1836.
- Geschichte der Freireichsstadt Dortmund. Krüger, Dortmund 1854.
- Zahlreiche Publikationen zur westfälischen Feme wie
  - Verfemung des Herzogs Heinrich des Roten von Bayern durch die heimliche Acht in Westfalen. Ein vollständiger Vemprozeß nach neu entdeckten Urkunden dargestellt. Bädeker, Essen 1835.
  - Der Hauptstuhl des westphälischen Vemgerichts auf dem Königsstuhl vor Dortmund. Nach neu entdeckten Urkunden. Krüger, Dortmund 1838.
  - Die Femlinde bei Dortmund. Bauer, Dortmund 1849.